# Deroplia variegata
Deroplia variegata là một loài bọ cánh cứng trong họ Cerambycidae.